# Magersari (Patebon)
Magersari is een bestuurslaag in het regentschap Kendal van de provincie Midden-Java, Indonesië. Magersari telt 1272 inwoners (volkstelling 2010).